# Hayashi Hiromori
Hayashi Hiromori (Provincia di Settsu, 28 dicembre 1831 – 5 marzo 1896) è stato un compositore giapponese, autore dell'Inno nazionale giapponese Kimi ga yo.

## Biografia
Hiromori Hayashi ha ricoperto diversi incarichi nella corte reale a partire dalla sua giovinezza. Si è trasferito a Tokyo dopo la Restaurazione Meiji e nel 1875 ha aiutato a portare ordini di teoria musicale occidentale che si fusero con la teoria giapponese. La versione definitiva dell'inno è stata suonata il 3 novembre 1880, il giorno del compleanno dell'imperatore Meiji.
Gli storici sostengono tesi diverse su chi ha composto la musica. La storica Emiko Ohnuki-Tierney scrive: "Il compositore è normalmente identificato con Hayashi Hiromori, un musicista della corte imperiale, ma Oku Yoshiisa che ha lavorato con Hayashi si pensa abbia composto la musica con qualche arrangiamento di Franz Eckert".